# Ostslowakische Ebene

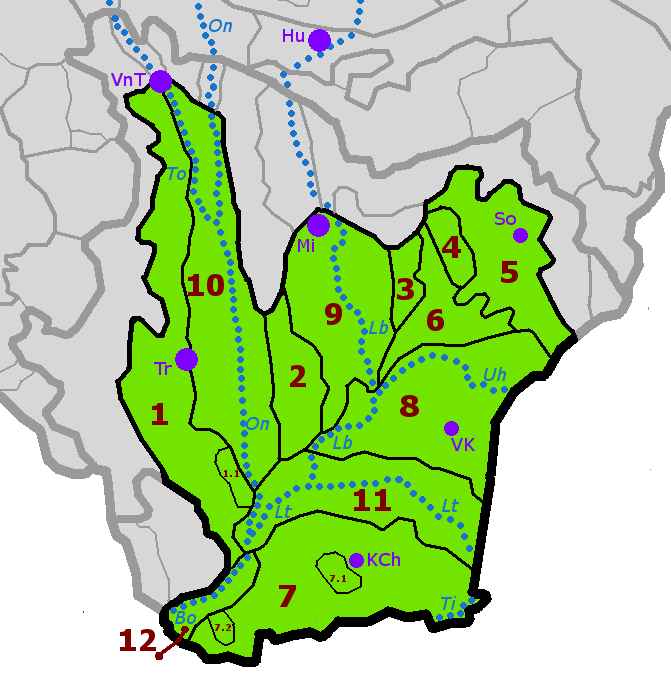
Ostslowakische Ebene mit Unterteilung

Die Ostslowakische Ebene (slowakisch Východoslovenská rovina) ist der flachere Teil des Ostslowakischen Tieflands in der südöstlichen Slowakei.
Sie erstreckt sich entlang der Unterläufe der Flüsse Topľa, Ondava, Laborec, Uh und Latorica. Nach dem Zusammenfluss von Ondava und Latorica entsteht der Bodrog. Ein kleiner Teil der Theiß (Tisa) berührt die südöstliche Ecke der Ebene. Sie grenzt an das Ostslowakische Hügelland im Westen und Norden, an die ukrainische Grenze im Osten, an die ungarische Grenze im Süden und das Kleingebirge Zemplínske vrchy im Südwesten.
Bedeutende Städte sind Trebišov, Michalovce, Kráľovský Chlmec, Veľké Kapušany und Sobrance.
Die Ebene gliedert sich in die folgenden 12 geomorphologischen Teile (siehe auch die Karte rechts):
1. Trebišovská tabuľa (Tafelland von Trebišov)
  1. Veľký vrch (Großer Hügel)
2. Malčická tabuľa (Tafelland von Malčice)
3. Iňačovská tabuľa (Tafelland von Iňačovce)
4. Závadská tabuľa (Tafelland von Závada)
5. Sobranecká rovina (Ebene von Sobrance)
6. Senianska mokraď (Feuchtland von Senné)
7. Medzibodrocké pláňavy (Flachland von Medzibodrožie)
  1. Chlmecké pahorky (Hügel von Chlmec)
  2. Tarbucka
8. Kapušianske pláňavy (Flachland von Kapušany)
9. Laborecká rovina (Labortzer Ebene)
10. Ondavská rovina (Ondauer Ebene)
11. Latorická rovina (Latoricaer Ebene)
12. Bodrocká rovina (Bodroger Ebene)